# ニッキー・ウー
ニッキー・ウー（呉 奇隆、Nicky Wu、1970年10月31日‐）は、台湾出身の歌手、俳優。輔仁大学卒業、北京大学EMBA。金城武・林志穎・蘇有朋（アレック・スー）と並んで台湾四小天王と呼ばれていた。現在は、中国大陸のテレビドラマなどで活躍している。

## プロフィール
1970年10月31日、呉家の次男として生まれる。親の事業の失敗で、経済的に恵まれない少年時代を送る。
1989年、18歳でオーディションに合格し小虎隊（少年隊をコピーした3人組男性アイドルグループ）のメンバーとしてデビュー。デビュー曲も少年隊の『What's your name ?』のカバー。1991年、小虎隊のメンバーの兵役に伴い、小虎隊の活動を休止しソロ活動を開始。1993年香港へ進出。香港の新人賞を総なめにする。
1997年2月から兵役についていたが、1998年10月右肩の習慣性脱臼が原因で退役。退役後、芸能界に復帰し香港の芸能事務所に所属する。映画、テレビなどで活躍するが、事務所とのトラブルがあり、活動の場を大陸に移す。
2006年、映画『墨攻』で、弓の名手 子団役として、アンディ・ラウと共演する。
2006年12月、中国大陸の女優、馬雅舒（マー・ヤーシュー）と結婚する。2009年8月、馬雅舒（マー・ヤーシュー）と離婚。馬雅舒の浮気が原因との噂。
2015年1月、テレビドラマ『宮廷女官 若曦（じゃくぎ）』で共演したリウ・シーシー（劉詩詩）と結婚した。2018年12月20日、中国版ツイッターにメッセージを投稿し、リウ・シーシーが第1子を妊娠したことを発表した。2019年5月に出産。
現在は、中国のテレビドラマで活躍中。

### 人物
- 共演者との熱愛報道がたびたびあった。小虎隊の妹分としてデビューした少女隊のビビアン・スー(徐若瑄)との交際の噂もあった。
- 一家の大黒柱として、芸能活動で得たお金で家の借金を返済するという親孝行な面が知られている。
- キリスト教徒である。
- 体育会系である。少年時代から、柔道、カンフー、テコンドーを習っていた。
- 兵役中に手術した肩には、現在も金具が埋まっている。

## 主な出演作品

### 映画 （日本公開作品）
1990年代
- スクールストライキ（1992年）
- バタフライ・ラヴァーズ - 梁祝 （1994年、ツイ・ハーク監督　原作は中国の古典「梁山伯と祝英台」）
- トワイライト・ランデブー - 花月佳期 （1995年　ツイ・ハーク監督）
- 危険な天使たち - 逃学戦警 （1995年）
- 男たちの挽歌・烈火之章 - 新喋血雙雄 （1996年）
- フォーエバー・フレンズ/戦場への挑戦 - 四個不平凡的少年 （1996年）
- 炎の大捜査線2 - 火焼島之横行覇道 （1997年）

2000年～
- 墨攻（2006年　ジェイコブ・チャン監督）
- 追憶の切符（2008年）

### テレビドラマ
- 冒険王 キング・オブ・ヒーロー（2002年）
- シルクロード英雄伝（2003年）
- 六指琴魔（2004年）
- 鏢行天下 前伝（2010年）
- 宮廷女官 若曦（じゃくぎ）（原題：歩歩驚心）(2011年)
- 白髪魔女伝（原題：新白髪魔女伝）(2012年)
- トキメキ!弘文学院（原題：犀利仁師）(2013年)
- 続・宮廷女官 若曦 〜輪廻の恋（原題：歩歩驚情）(2014年)

## ディスコグラフィー

### オリジナルアルバム
[台湾]
- 追風少年(1992年8月　飛碟唱片）
- 追夢(1993年3月　飛碟唱片）
- 驀然回首(1993年10月　飛碟唱片）
- 想找一個地方(1994年4月　飛碟唱片）
- 雙飛(1994年9月　飛碟唱片）
- 孤星119(1995年10月　飛碟唱片）
- 堅持(1995年5月　飛碟唱片）
- 有聲有影(1996年7月　　Go East）
- 英雄(1997年1月　Go East）

[香港]
- 一天一天等下去　新歌+精選(1993年8月　WARNER MUSIC HK）
- 愛出個未來(1994年2月　WARNER MUSIC HK）
- MY SUMMER DREAM(1994年7月　WARNER MUSIC HK）
- 奇而濃新歌+精選(1994年11月　WARNER MUSIC HK）
- 找我(1996年6月　Go East）

[日本]
- 一人どこかで（1994年9月　ワーナーミュージック・ジャパン)

台湾盤「想找一個地方」に、ボーナストラックとして「驀然回首」と「流星」を追加したもの。

### シングル
- LOVING YOU REMIX 幻彩ＣＤ(1994年　WARNER MUSIC HK）

### ベストアルバム
- 霹靂暴風 精選輯(1996年12月　飛碟唱片)
- 華納我愛經典系列 (吳奇隆)(1999年3月　WARNER MUSIC HK)

### サウンドトラック
- 梁祝(1994年　飛碟唱片）

### オムニバス
- ウイエイジアン・ウィンド（1994年　ワーナーミュージック・ジャパン）

### シングルビデオ
- 追夢(1993年5月　飛碟唱片）
- 驀然回首(1993年10月　飛碟唱片）
- 夢不完全的你(1993年5月　飛碟唱片）
- 流星(1993年11月　飛碟唱片）
- MY SUMMER DREAM(1994年　飛碟唱片）

### 小虎隊
- 新年快樂(1989年1月　飛碟唱片）
- 逍遙遊(1989年5月　飛碟唱片）
- 男孩不哭(1989年9月　飛碟唱片）
- 紅蜻蜒(1990年2月　飛碟唱片）
- 星星的約會(1990年8月　飛碟唱片）
- 愛(1991年7月　飛碟唱片）
- 再見(1991年12月　飛碟唱片）
- BEST DANCE REMIX(1992年　飛碟唱片）
- 星光依舊燦爛(1993年12月　飛碟唱片）
- 快樂的感覺永遠一樣(1994年　飛碟唱片）